# Pop Dakar
Pop Dakar var en gratis musikfestival  som 1995-2010 anordnades årligen utomhus sommartid omkring Gula Villan, Stockholms universitet. Inriktningen var pop och särskilt indiepop. Arrangörer var Humanistiska föreningen, en fakultetsförening vid universitetet. Bland artister som uppträdde på festivalen kan nämnas Honey Is Cool, Caesar's Palace, Marit Bergman och Laakso. Festivalen efterföljdes 2011 av den mer dansinriktade Dans Dakar.

## Artister genom åren

### 2010
Existensminimum, Tomas Andersson, Clock Opera, Harald Björk, Ikons, Mixtapes & Cellmates, Monostrip, Covox, Lugnet + VED, Happiness, Elias Krantz, Skeppet, Verious, Flogsta Danshall, Miss Dilemma, Ludvig Bell, Steso Songs, Wild at Heart, DJ Emmabodafestivalen, High Life, Shape Up och VJ Refekation,